# 槐山矶驳岸
槐山矶驳岸，又称槐山矶石驳岸，位于中华人民共和国湖北省武汉市江夏区槐山西麓的长江江岸上，是长江仅存的古代航运建筑设施。该建筑始建于明代嘉靖年间，此后曾有多次修葺。该驳岸全长247米，由上至下共分三层纤道，以供古时船只拉纤停靠。2013年，槐山矶驳岸被列为全国重点文物保护单位。

## 历史
槐山矶附近的金口自古即为长江上的贸易集散地，但槐山矶周围的长江江面水流湍急，且暗礁密布，船只难以上行和停靠:268，甚至有时有船只倾覆。为保障长江行船安全，明朝嘉靖年间，官府出资修建槐山矶驳岸:402，以供过往船只拉纤和停靠:65。因整体由花岗岩砌筑，故又称槐山矶石驳岸。清代道光年间，当地乡绅曾出资修葺该驳岸:210。此后中华民国时期，该驳岸也曾被修葺。1997年至2002年，当地政府拨款修缮该驳岸，除驳岸最南端和最北端早年被毁外，其余部分保存完好。
1982年8月，槐山矶石驳岸被列为武汉市文物保护单位，1993年列为湖北省文物保护单位:211。2013年，槐山矶驳岸被列为全国重点文物保护单位。

## 结构
槐山矶驳岸位于湖北省武汉市江夏区金口镇槐山西麓的长江江岸，是长江上仅存的古代航运建筑设施。全长247米，由方条形的花岗岩砌筑。整条驳岸平均高度7.5米，最高处9.3米。由上至下共分为三层台阶，上面建有纤道。最顶层宽5米左右，高2.3米；中层宽2至2.3米，高2.3米左右；下层台阶宽2至2.3米，高3米左右。根据江水缓急程度不同，不同的位置设置有嵌入墙体的牛鼻式缆石，共计222块，下层还凿有撑篙繫纜的轴窝。中层和下层的中部各建有一个排泄山洪用的券顶式涵洞，高1.8米，宽1.3米。最上层的顶部装有花岗岩栏杆，栏杆全长约226米，两个相邻的栏板之间立有一根望柱。:55:210:403:268